# هرم نفریرکارع کاکای
هرم نفریرکارع کاکای دومین هرم ساخته شده در محوطه هرم‌های گورستان ابو صیر در جنوب جیزه، مصر، است. این هرم بلندترین هرم ساخته شده در مصر باستان طی دودمان پنجم است.
با آنکه این هرم در هنگام ساخت با مرگ فرعون نفریرکارع کاکای ناتمام ماند، تا آن هنگام ارتفاعش به ۷۰ متر رسیده بود. با آنکه در طی هزاران سال عوامل گوناگون از جمله عوامل طبیعی باعث نابودی تدریجی این هرم شدند، حتا اکنون نیز ارتفاع آن بالای ۵۰ متر است. نام این هرم در زمان باستان «هرم روح با» بوده است.

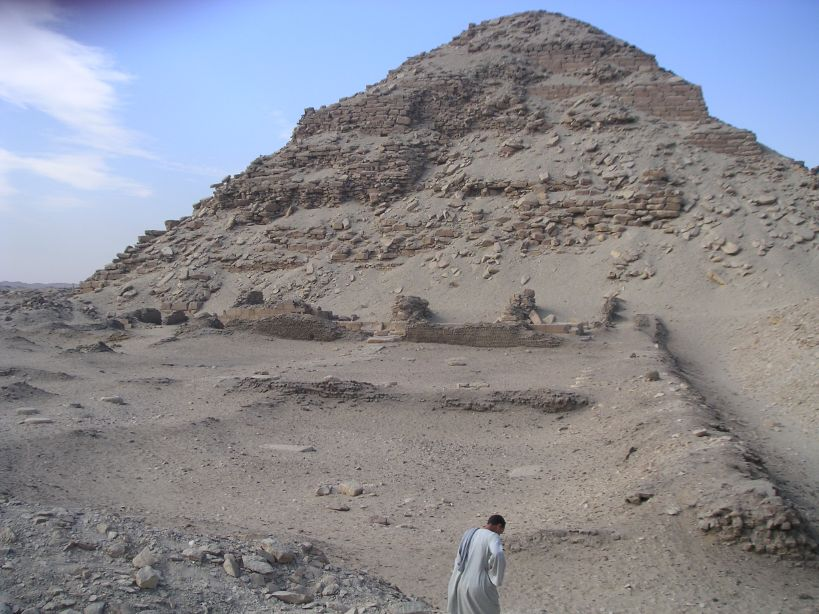
تصویری از ویرانه‌های هرم نفریرکارع کاکای
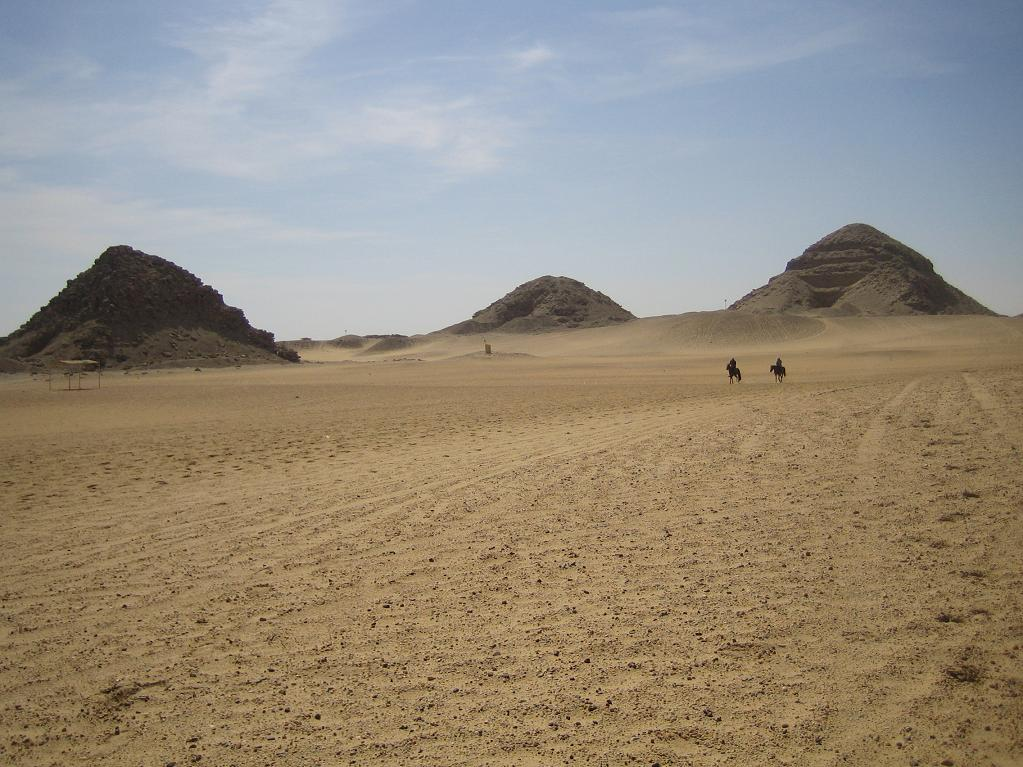
هرم‌های ساحورع، نیوسررع، و نفریرکارع در شمال گورستان ابو صیر
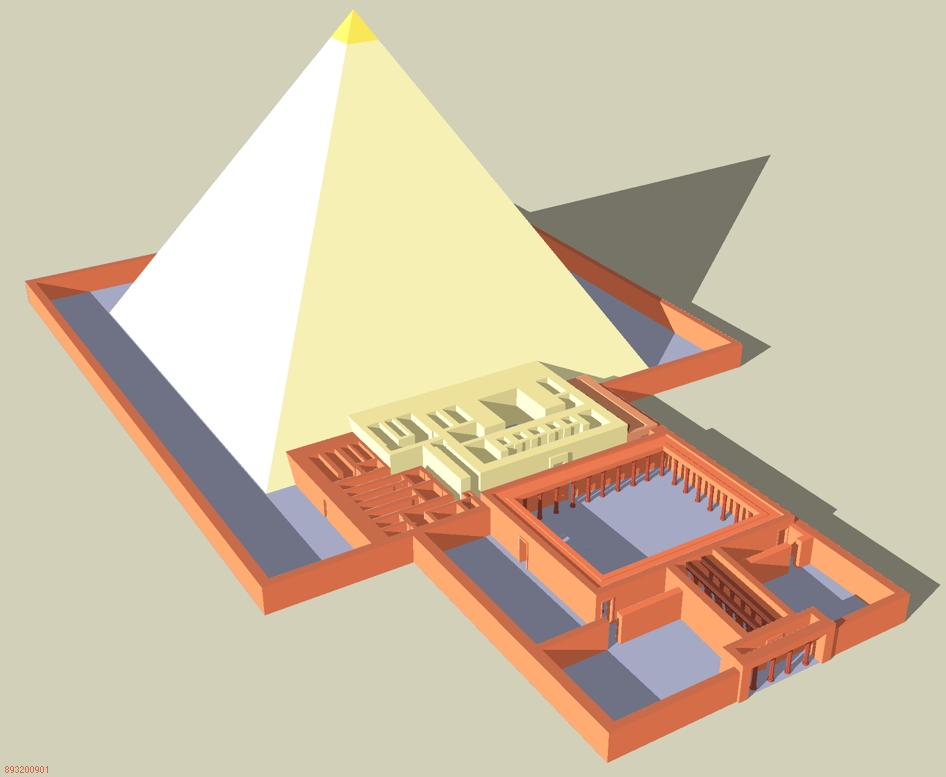
بازسازی رایانه‌ای مجموعه هرم نفریرکارع کاکای به همراه معبد-آرامگاهش